# FK Bežanija
Der FK Bežanija  (offiziell auf Serbisch: Фудбалски клуб Бежанија – ФК Бежанија, Fudbalski klub Bežanija – FK Bežanija), gewöhnlich Bežanija, auch bekannt als Lavovi („Die Löwen“), ist ein serbischer Fußballverein aus Bežanija, einem Ortsteil im Belgrader Stadtbezirk Novi Beograd. Der FK Bežanija spielt derzeit in der Prva liga, der zweithöchsten Spielklasse im serbischen Fußball.

## Geschichte
Der Club wurde 1921 mit Namen Soko („Der Falke“) zur Zeiten des Königreich der Serben, Kroaten und Slowenen (1918–1928) in Belgrad gegründet. Dieser wurde in den 1930er-Jahren während des Königreich Jugoslawien (1929–1941) zu Bežanijski sportski klub (BSK) geändert. Er spielte zu der Zeit nur Freundschaftsspiele. Mit der Gründung des Sozialistischen Jugoslawien (1945–1992) folgte die Umbenennung des Vereins in FK Jedinstvo. Gespielt wurde in der regionalen Sremska liga und ab 1952 in der Belgrader Stadtliga. Vor der Saison 1955/56 änderte der Club seinen Namen in FK Bežanija, der bis heute Bestand hat.
Von der Saison 1965/66 bis 1988/89 spielte man in der ersten und zweiten Stadtliga von Belgrad, wo er 1989 den Titel holte und in die 3. Liga aufstieg. 2005 folgt der Aufstieg in die 2. Liga von Serbien und Montenegro (2003–2006) und die Saison darauf der Meisterschaftssieg. Der Staatsbund wurde 2006 jedoch aufgelöst, sodass Montenegro seine eigene Liga bildete. Der Verein spielte somit in der Saison 2006/07 in der höchsten Spielklasse Serbiens, der Super liga. Diese beendete man auf dem 4. Platz und qualifizierte sich dadurch für UEFA-Pokal 2007/08, bis heute der größte Erfolg des FK Bežanija.
In der Saison 2007/2008 stieg der Club in die Prva liga ab, der zweithöchsten Spielklasse des Landes. In der darauffolgenden Saison konnte man mit dem 15. Platz knapp den Abstieg in die Srpska liga Beograd verhindern. Der Verein konnte sich jedoch stabilisieren und gilt heute als einer der stabilsten Zweitligisten.

## Stadion
Das Stadion kraj Bežanijske crkve („Stadion neben der Bežanijer Kirche“), auch als Stadion Bežanije („Stadion Bežanijas“) bekannt, ist das 1951 erbaute „reine“ Fußballstadion des Vereins, dessen Kapazität 2.000 Sitzplätze beträgt. Geplant ist ein Ausbau um 4.000 Plätze. Direkt neben dem Stadion befindet sich die im 19. Jahrhundert erbaute serbisch-orthodoxe Kirche namens Crkva Svetog velikomučenika Georgija, die dem Heiligen Georg gewidmet ist. Das Stadion ist heute renovierungsbedürftig.

## Europapokalbilanz
| Saison  | Wettbewerb | Runde                  | Gegner         | Gesamt    | Hin     | Rück    |
| ------- | ---------- | ---------------------- | -------------- | --------- | ------- | ------- |
| 2007/08 | UEFA-Pokal | 1. Qualifikationsrunde | KS Besa Kavaja | (a)2:2(a) | 2:2 (H) | 0:0 (A) |

Gesamtbilanz: 2 Spiele, 2 Unentschieden, 2:2 Tore (Tordifferenz ±0)

## Spieler
- Antonio Rukavina (19??–2002) Jugend, (2002–2006) Spieler,
- Dejan Damjanović (2003–2006)
- Mario Đurovski (2004–2007)

## Erfolge
- Vierter der Super liga: 2007
- Qualifikation für den UEFA-Pokal: 2007/2008
- Meister der 2. Liga von Serbien und Montenegro: 2006
- Aufstieg in die 3. Liga des Sozialistischen Jugoslawien (1945–1992): 1989